# Kirche Unsere Liebe Frau von Lourdes (Casablanca)
Die Kirche Unsere Liebe Frau von Lourdes (französisch Èglise Notre-Dame-de-Lourdes de Casablanca) ist eine römisch-katholische Kirche in Casablanca, Marokko.
Die Pfarrkirche wurde nach der Planung von Achille Dangleterre und Gaston Zimmer von 1954 bis 1956 erbaut. Sie steht am Rond-Point d’Europe in Casablanca.
Die Anordnung der Kirche entspricht einer nach Westen orientierten Basilika. Das herausragendste äußere Merkmal der Kirche ist eine massive Betonhaube, ausgebildet als Zelt mit gestreckten und schrägen Wänden, die die Türöffnungen der Kirche überragt. An ihrer höchsten Stelle ist ein kleines Kruzifix befestigt. Das Gebäude ist 60 Meter lang, 26 Meter breit und 26 Meter hoch. Auf jeder Seite stehen 24 Fensterbänder von 17 Metern Höhe, um das Betongewölbe zu stützen, und nehmen Glasmalerei auf.
Die 800 Quadratmeter umfassenden Buntglasfenster stammen von dem Glaskünstler Gabriel Loire aus Chartres, der auch die Glasfenster der Kaiser-Wilhelm-Gedächtniskirche in Berlin fertigte. Durch die Fenster fallen die farbigen Lichtstrahlen in einen offenen und luftigen Innenraum.